# Ківорій

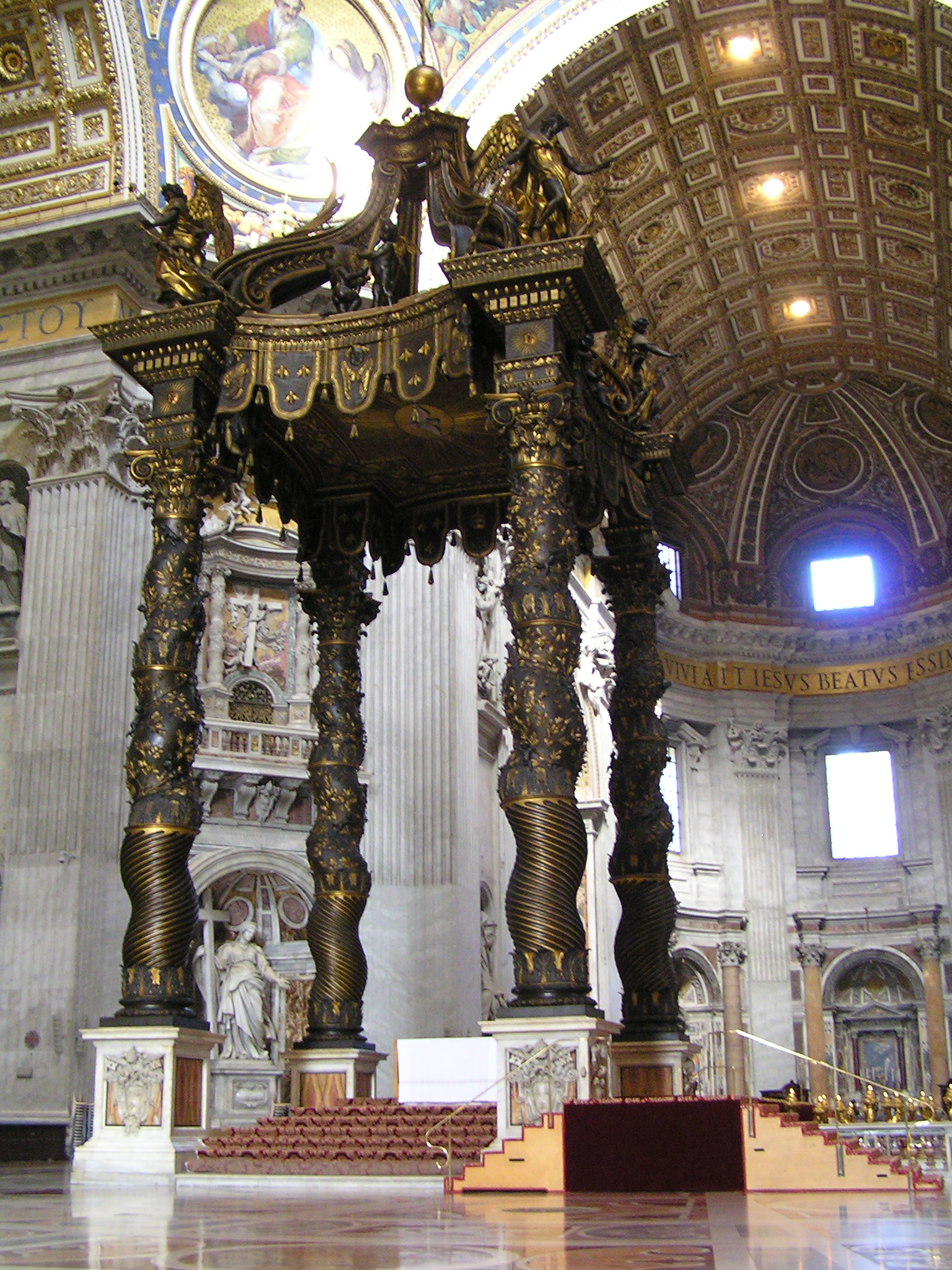
Ківорій над могилою апостола Петра роботи Лоренцо Берніні у Соборі Святого Петра

Ківо́рій, цибо́рій або сінь (грец. κιβώριον, лат. ciborium, церк.-слов. сѣнь) — елемент церковної архітектури, накриття над престолом (у католицьких храмах — вівтарем), яке підтримується колонами.
До ківорія кріпилися двері чи занавіси, що закривали престол у проміжках між службами. З'являється в IV–VI століттях. В іконописі зображення ківорію символізує вівтар.
Особливо часто така надбудова над вівтарем зустрічається в церквах Італії. Вже у ранньохристиянських базиліках його призначенням було виділити і захистити вівтар, який стояв на могилі мучеників. Тут також зберігався між богослужіннями і освячений хліб.
З середніх віків поряд з назвою ківорій часто зустрічається назва «балдахін», яка зараз вживається в дещо іншому значенні.
Первісно словом κιβώριον називали посудину для пиття; у християнських храмах — дарохранильницю, яка міститься під вівтарним покровом. З часом ківорієм почали називати вівтарний покров, який підтримується колонами та пишно прикрашений.